# Paris-Poitiers
Paris-Poitiers est une ancienne course cycliste française, organisée en 1933 entre la Capitale et la ville de Poitiers dans le département de la Vienne.

## Palmarès
| Année | Vainqueur   | Deuxième      | Troisième     |
| ----- | ----------- | ------------- | ------------- |
| 1933  | Léon Louyet | Frans Bonduel | Jules Merviel |
| 1934  |             | André Godinat |               |
| 1935  |             | André Godinat |               |